# Schutzengel
Schutzengel (alemán: «Ángel Guardián») es el segundo EP de estudio del grupo alemán de Neue Deutsche Härte Unheilig. Fue publicado el 21 de julio de 2003.

## Lista de pistas
1. «Schutzengel» («Ángel guardián») - 4:25
2. «Schutzengel [orchester version]» - 5:13
3. «Zinnsoldat» («Soldado de hojalata») - 4:40
4. «Damien» - 6:20
5. «Vollmond [radio edit]» («Luna llena») - 3:55
6. «Bruder» («Hermano») - 3:37
7. «One of the Dead» (cover de Transpunk) - 3:51

- Datos: Q2252263